# Opius luteus
Opius luteus är en stekelart som beskrevs av Joseph Kriechbaumer 1894. Opius luteus ingår i släktet Opius och familjen bracksteklar. Inga underarter finns listade i Catalogue of Life.